# Доспей
Доспѐй е село в Западна България, община Самоков, Софийска област.
Отстои на около 3 – 4 км югозападно от град Самоков.

## География

### Разположение
Селото е разположено в подножието на Шишманов рид от северния дял на Рила (Лакатишка Рила).
Надморската височина при църквата „Св. Св. Петър и Павел“ в селото е около 990 м.

### Водни течения
През Доспей протича водещата началото си от многобройните извори северно от местността Букова усойка и връх Вировете малка река Пърчов дол (наричана и Доспейска река), десен приток на река Палакария, в която се влива при село Райово .

### Население
Числеността на населението на село Доспей по данните от преброяванията от 1934 г. насам се променя както следва:
- 1934 г. – 1124 жители
- 1946 г. – 1265 жители
- 1956 г. – 1268 жители
- 1965 г. – 1115 жители
- 1975 г. – 1226 жители
- 1985 г. – 1138 жители
- 1992 г. – 863 жители
- 2001 г. – 758 жители
- 2011 г. – 613 жители
- 2021 г. – 579 жители
- 2023 г.[5] – 586 жители

## История
Данните за историята на село Доспей изхождат предимно от предания .

### Давност
Село Доспей е едно от най-старите селища в Самоковско. Още след Освобождението стари хора са разказвали, а местният учител и краевед Христо Марков е записал и публикувал, че селото е с хиляда години по-старо от Самоков. През 1936 г. Христо Марков публикува „Принос към историята на село Доспей“, където разказва случай, че в началото на 19 век при копаенето основите на къща майсторите изкопали гърнета, помислили, че в тях има скрито имане и ги счупили. Оказало се, че в тях имало пепел – гърнетата били урни, характерни за погребалните обичаи на древните траки.
Археологическите разкопки в околностите на Доспей разкриват останки от антично и късноантично селище, както и на средновековни строежи. Местността е известна като Шишманово кале и има съществено място в историята на град Самоков.

### Името
За произхода на името на село Доспей няма единно становище – той е предмет на предположения и спорове.
Според преданието, някога селото се казвало Влайчево. Влайчо (владетелят) имал и самоко̀в. Неговият самоко̀в дал основата на град Са̀моков. Легендата разказва, че името „Влайчево“ е сменено с „Доспей“, защото Досьо, един от тримата братя – Досьо, Продан и Мальо, се потурчил и станал бей (пей). Продан бил убит, а Мальо загинал в битка, в защита на Рилския манастир и в негова памет днес един от рилските върхове носи името му – Мальовица.
Ако се приеме за достоверна легендата в частта за името на селото, то би трябвало да си остане Дозбей – според фонетичните особености на говора.
Христо Марков приема, че името идва от съществителното „доспехи“, но има и по-приемливо допускане, че името идва от старобългарския глагол „доспети“ – доспеион, доспеиши, със значение успѐ, достигна, стигна, смогна. Ако селото носеше името от Досьо, станал „бей“, едва ли самите турци щяха да предпочитат да го записват като село Доспи
Учителят Христо Семерджиев нарича в книгата си „Самоков и околността му“, издадена в София през 1913 г., Шишмановото кале „крепостта Доспат“, откъдето идва и друго предположение – че името на селото е дошло от названието „Доспат“.
Има и вероятност характерното име на селото да произлиза от гръцкото „деспот“ или от „деспойна“ („деспинида“, т. е. „девственица“) – прозвище на Света Богородица (сравни женския метох в близкия Самоков, който носи същото име).

### Поминък
В миналото
Ето как описва част от миналото на село Доспей в книгата си „Искровете“ големият познавач на Рила, писателят Асен Христофоров:
| „ | „Стадата на доспейци пасли по тревистите баири над селото, по цяла Лакатишка Рила и оттатък, в пустата долина на Черни Искър, гдето не прониквали студените северни ветрове. Долината била гориста. Но имало и празни, затревени места по-нагоре по реката, гдето сивеели камъните от срутени къщи на забравено поселище. Доспейци обсебили тези поляни. Стадата им били многобройни и лете плъпвали по високите насрещни скатове, минавали и отвъд билото, към голямата седловина на юг от него. Там се срещали с манастирските говеда. Селските пастири и манастирските говедари решили тази седловина да разделя пашата на едните и на другите. А тя била Кобилино бранище!" | “ |

На югозапад от Доспей, по височините около река Лакатица, е имало доспейски егреци. Обитателите им са се заселвали на едно място, вдясно от река Черни Искър, при вливането в него на реките Лакатица отляво и Грековица – отдясно, и с времето от преселници от Доспей се създало там село Доспей махала. То е просъществувало самостоятелно до 1965 г., когато е било закрито и присъединено към село Говедарци с Указ 881 на Президиума на Народното събрание от 25 ноември 1965 г. (Обн., ДВ, бр. 94 от 30 ноември 1965 г.).
В далечното минало освен с животновъдство (предимно овцевъдство) и земеделие – споменава се и пчеларство, една част от населението се е занимавала с добив на желязна руда и с преработката ѝ в маданите. И днес цялото поле от Доспей до Самоков носи името „Рудеж“ („Рудежо“).
Кираджийството също е било развито.
Село Доспей има съществен дял в земеделската дейност – с която Самоков и околните му села са широко известни в страната – производството на картофи. В средата и към края на 20 век изразът „самоковско Бѝнте" е бил нещо като визитна картичка на тази част от територията.
Настояще
Развива се дърводобив, преработка на дървесина и търговия с дървен материал.

## Обществени институции
Село Доспей към 2022 г. е център на кметство Доспей.
В село Доспей към 2022 г. има:
- Черква „Свети апостоли Петър и Павел“ - храмът е построен през 1928. Храмът е ремонтиран през 1998 година и през 2019 година[17].
- Читалище „Отец Паисий“ – действащо, регистрирано под номер 2218 в Министерство на културата на България; при него има певческа група за автентичен фолклор, танцова група за народни танци, както и библиотека с 13000 тома.[18][19][20]
- пощенска станция.[21]

## Природни забележителности
На юг-югозапад от селото се намира защитената местност „Букова усойна“ – вековна букова гора с площ 16,2 ha.

## Редовни събития
На Петровден се събира цялото село за традиционния събор. Раздава се курбан – обикновено в двора на църквата „Св. св. Петър и Павел“, разпъват се търговски сергии, организират се концертни изпълнения и други. 

## Личности
Родени в Доспей
- Христо Димитров (ок. 1750 – 1819), български иконописец, основоположник на Самоковската художествена школа.

## Други
- Снимки от село Доспей
- Кметството и читалище „Отец Паисий“
- Паметната плоча на иконописеца Христо Димитров
- Паметна плоча на падналите през войните 1912 – 1913
- Паметна плоча на падналите през войните 1915 – 1918 и 1944 – 1945